# جو كراوفورد (كرة سلة)
جو كراوفورد (بالإنجليزية: Joe Crawford)‏ مواليد 17 يونيو 1986 في ديترويت، هو لاعب كرة سلة أمريكي معتزل. بدأ مسيرته الاحترافية في سنة 2008. تم اختياره من قبل فريق لوس أنجلوس ليكرز خلال الدرافت. يبلغ طوله 6 قدم 5 بوصة (2.0 م).

## المسيرة الاحترافية
لعب مع لوس أنجلوس ديفيندرز من سنة 2008 إلى 2010، ثم لعب مع نيويورك نيكس في سنة 2009، ثم لعب مع جيانغسو دراجونز في الدوري الصيني في سنة 2010، ثم لعب مع بكين دوكز في موسم 2010–2011، ثم لعب مع إري بايهوكس في سنة 2015.

## روابط خارجية
- جو كراوفورد على موقع إن بي أي (الإنجليزية)
- جو كراوفورد على موقع سبورتس رفرنس (الإنجليزية)
- جو كراوفورد على موقع كرة السلة الأوروبية.كوم (الإنجليزية)
- جو كراوفورد على موقع كلية كرة السلة في سبورتس رفرنس.كوم (الإنجليزية)
- جو كراوفورد على موقع ريلجم (الإنجليزية)
- جو كراوفورد على موقع بروبوليرز (الإنجليزية)
- جو كراوفورد على موقع سبورتس رفرنس (الإنجليزية)